# منطقه قره‌داغ
قره‌داغ رایون (به لاتین: Qaradağ) یک منطقه مسکونی در جمهوری آذربایجان است که حومه شهر باکو واقع شده است. قره‌داغ رایون ۱۰۹۴۰۰ نفر جمعیت دارد.